# Championnat du Brésil de football de deuxième division 2019
Navigation
Série B 2018 Série B 2020
La saison 2019 de Série B est la trente-neuvième édition de la deuxième division de football du Brésil, qui constitue le deuxième échelon national du football brésilien et oppose vingt clubs professionnels, à savoir les douze clubs ayant terminé entre la 5e et la 16e place lors de la Série B 2018, ainsi que quatre clubs relégués de Série A 2018 et quatre clubs promus de Série C.
Le Clube Atlético Bragantino à peine promu de troisième division remporte le championnat et est promu en Série A pour la saison 2020.

## Organisation
Le championnat débute le 26 avril 2019 et se clôt le 30 novembre 2019. Il comprend 38 journées, les clubs s'affrontant deux fois en matches aller-retour.

## Compétition

### Règlement
L'article 12 du chapitre III du règlement général des compétitions de la CBF définit la distribution des points tel que suit :
- 3 points en cas de victoire
- 1 point en cas de match nul
- 0 point en cas de défaite

En cas d'égalité, l'article 9 du chapitre IV du règlement spécifique à la Série B de la CBF départage les équipes selon les critères suivants dans cet ordre :
- Nombre de matchs gagnés
- Différence de buts générale
- Nombre de buts marqués
- Confrontations directes : Le match aller et le match retour sont alors considérés comme un seul et unique match de 180 minutes. En cas d'égalité sur l'ensemble de ces deux matches, il n'est pas donné d'avantage au plus grand nombre de buts marqués à l'extérieur et on procède alors à l'examen des critères suivants.
- Nombre de cartons rouges reçus
- Nombre de cartons jaunes reçus
- Tirage au sort

### Classement
| Rang | Équipe                 | Pts | J  | G  | N  | P  | Bp | Bc | Diff |
| ---- | ---------------------- | --- | -- | -- | -- | -- | -- | -- | ---- |
| 1    | RB Bragantino P        | 75  | 38 | 22 | 9  | 7  | 64 | 27 | +37  |
| 2    | Sport R                | 68  | 38 | 17 | 17 | 4  | 49 | 29 | +20  |
| 3    | Coritiba               | 66  | 38 | 18 | 12 | 8  | 48 | 34 | +14  |
| 4    | Atlético Goianiense    | 62  | 38 | 15 | 17 | 6  | 44 | 29 | +15  |
| 5    | América Mineiro R      | 61  | 38 | 17 | 10 | 11 | 42 | 34 | +8   |
| 6    | Paraná R               | 56  | 38 | 14 | 14 | 10 | 34 | 33 | +1   |
| 7    | CRB                    | 55  | 38 | 15 | 10 | 13 | 44 | 43 | +1   |
| 8    | Cuiabá P               | 52  | 38 | 13 | 13 | 12 | 43 | 40 | +3   |
| 9    | Botafogo (SP) P        | 50  | 38 | 13 | 11 | 14 | 38 | 38 | 0    |
| 10   | Operário Ferroviário P | 50  | 38 | 13 | 11 | 14 | 32 | 41 | -9   |
| 11   | Ponte Preta            | 47  | 38 | 11 | 14 | 13 | 41 | 39 | +2   |
| 12   | Vitória R              | 45  | 38 | 11 | 12 | 15 | 42 | 48 | -6   |
| 13   | Guarani                | 44  | 38 | 12 | 8  | 18 | 27 | 37 | -10  |
| 14   | Brasil de Pelotas      | 44  | 38 | 11 | 11 | 16 | 31 | 47 | -16  |
| 15   | Oeste                  | 41  | 38 | 8  | 17 | 13 | 41 | 49 | -8   |
| 16   | Figueirense            | 41  | 38 | 7  | 20 | 11 | 31 | 38 | -7   |
| 17   | Londrina               | 39  | 38 | 11 | 6  | 21 | 36 | 53 | -17  |
| 18   | São Bento              | 39  | 38 | 10 | 9  | 19 | 46 | 54 | -8   |
| 19   | Criciúma               | 39  | 38 | 8  | 15 | 15 | 30 | 38 | -8   |
| 20   | Vila Nova              | 39  | 38 | 7  | 18 | 13 | 27 | 40 | -13  |

| Légende : Qualifications et relégations | Légende : Qualifications et relégations                     |
| --------------------------------------- | ----------------------------------------------------------- |
|                                         | 1er, 2e, 3e et 4e du championnat : Promotion en Série A     |
|                                         | 17e, 18e, 19e et 20e du championnat : Relégation en Série C |
|                                         | R : Relégué de Série A P : Promu de Série C                 |